# Pilar Mateo Herrero
Pilar Mateo Herrero (Valencia, 1959) es una científica española, conocida por haber desarrollado una pintura resinosa que sirve para controlar la enfermedad de Chagas.

## Trayectoria
Mateo es doctora en química por el  Consejo Superior de Investigaciones Científicas (CSIC) y la Universidad de Valencia. Aunque comenzó su carrera desarrollando anticorrosivos e ignífugos, pronto se dedicó a investigar pinturas insecticidas. En concreto, patentó una pintura resinosa llamada Inesfly que incorporaba inhibidores de quitina o reguladores de crecimiento, eficaz para controlar directamente la presencia de artrópodos y las enfermedades que estos transmiten, y que permite una liberación retardada del insecticida de hasta dieciocho meses.
De 1999 a 2003 fue directora general de Cooperación al Desarrollo de la Generalidad Valenciana, y en 2003 se convirtió en directora de la Agencia Valenciana para la Cooperación para el Desarrollo. Es presidenta de MoMIM (Movimiento mujeres indígenas del mundo) y presidenta de su Fundación Ciencia y Conocimiento en Acción (Cyca). Es además Embajadora de Honor de la Nación Guaraní.
Es además fundadora de las empresas Shichi World, marca de cosmética constituida para dar apoyo a mujeres mayores de 45 años, y Filmántropo, productora de series y documentales de contenido social.

## Reconocimientos
Fue finalista del Premio Princesa de Asturias de Cooperación Internacional, y obtuvo el premio Unicef Comité Español a la promoción de la salud y el medio ambiente. En 2015 ganó el premio Optimista Comprometida con la Ciencia que otorga la revista Anoche Tuve un Sueño.
En marzo de 2021 se inauguró un mural de la artista Alba Fabre en su honor, situado en los Jardines de Viveros de Valencia, en uno de los muros exteriores del Museo de Ciencias Naturales.  El mural representa a la científica y, de fondo, la reproducción de un dibujo que los guaraníes del Chaco boliviano le regalaron a Mateo como muestra de agradecimiento.